# Me2day
Me2day（韩语：미투데이）是一个提供微型博客服务的社交网站。用户可以注册Me2day，也可以使用naver的帐号登录。Me2Day的服务器于2014年6月30日停止运行，2014年7月31日Me2day关闭。